# Greg Grant
Gregory Alan Grant, detto Greg (Trenton, 29 agosto 1966), è un ex cestista e allenatore di pallacanestro statunitense, professionista nella NBA e in Italia.
È considerato uno dei giocatori più bassi di sempre ad aver giocato in NBA, alto solo 1,70m.

## Carriera
È stato selezionato dai Phoenix Suns al secondo giro del Draft NBA 1989 (52ª scelta assoluta).

## Palmarès
- Miglior passatore CBA (1995)
- Miglior tiratore di liberi CBA (1995)
- All-USBL First Team (1996)
- USBL All-Defensive Team (1996)